# Nad Uhliskami
Nad Uhliskami (1230 m) – szczyt w Wielkiej Fatrze na Słowacji. Wznosi się w środkowej części grzbietu oddzielającego Necpalską dolinę (Necpalská dolina) od Dedošovej doliny (Dedošová dolina), pomiędzy szczytami Lactavovská (1235 m) i Plavá (1157 m.
Pierwotnie nazwę Nad Uhliskami nosiły zbocza opadające do Necpalskiej doliny, na mapie Tatraplanu jest to szczyt. Opadające do Necpalskiej doliny zbocza północno-wschodnie porasta las, polany znajdują się tylko w dolnej ich części, blisko dna doliny. Opadające do Dedošovej doliny zbocza południowo-zachodnie są również porośnięte lasem, ale bardziej skaliste i brak w nich polan.
Nad Uhliskami znajdują się w obrębie Parku Narodowego Wielka Fatra. Nie prowadzi przez nie żaden szlak turystyczny.

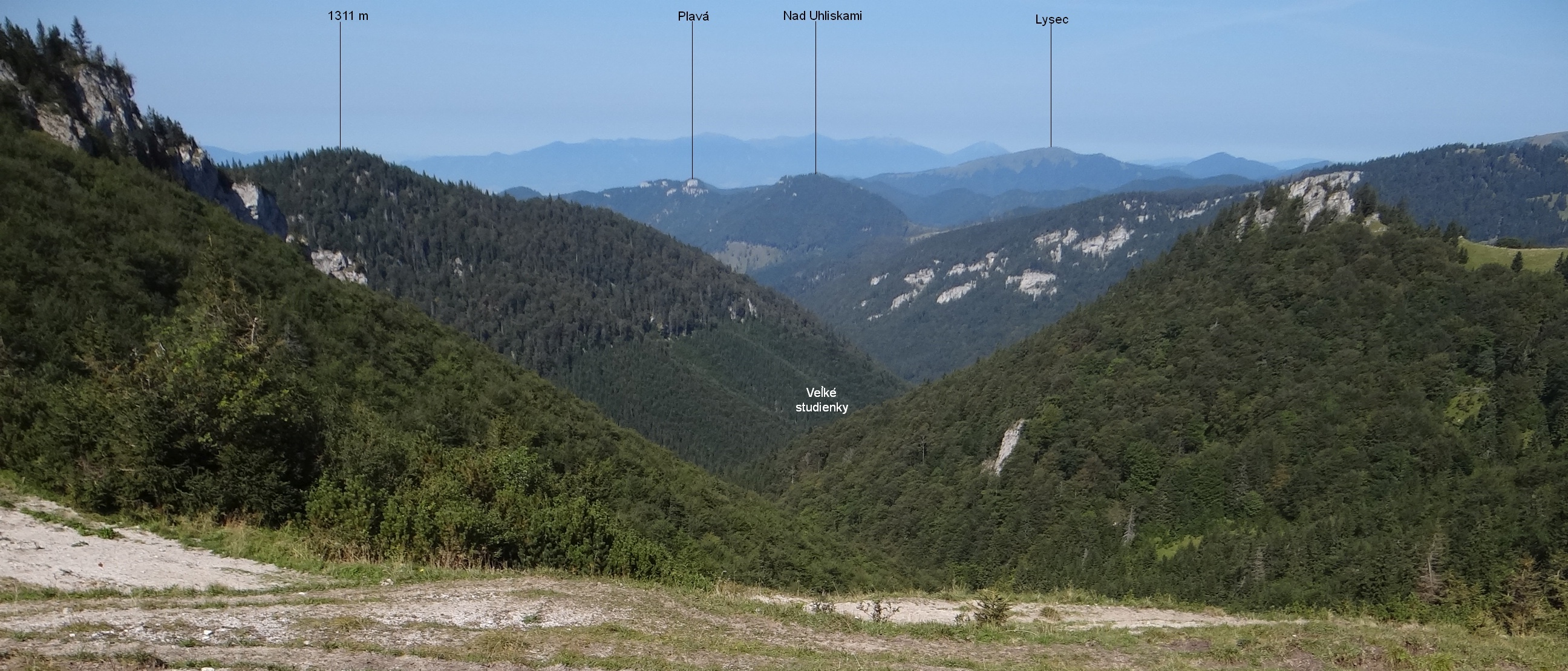
Widok z okolic Kraľovej Skały